# Empresa mixta
Una empresa mixta  es aquella que no es privada en su totalidad ya que parte del dinero del que necesita para financiarse proviene del Estado. Es la unión de las empresas de servicios y las empresas comerciales, es decir, que brindan servicios y venden productos relacionados con el servicio que ofrecen. Su objetivo es que el Estado tienda a ser el único propietario o el mayor controlador en participación, tanto del capital como los del servicio de la empresa.

## Petróleo
En el negocio del petróleo, el país anfitrión tan solo tiene que contar los barriles de crudo producidos y fiscalizar que le paguen la cuota acordada. Este arreglo contractual se da en países en vías de desarrollo, que no tienen la infraestructura productiva propia, ni han desarrollado capital intelectual para acometer las operaciones y el mantenimiento, por tanto, dependen del capital transnacional para el desarrollo de su base de reservas de hidrocarburos, o sea, es la forma más primitiva de participación del capital transnacional en la producción petrolera en los países en desarrollo.